# جوزپه لورنزو
جوزپه لورنزو (انگلیسی: Giuseppe Lorenzo؛ زادهٔ ۲۷ دسامبر ۱۹۶۴) بازیکن فوتبال اهل ایتالیا است.
از باشگاه‌هایی که در آن بازی کرده‌است می‌توان به باشگاه فوتبال بولونیا، باشگاه فوتبال پیستویزه، باشگاه فوتبال سمپدوریا، باشگاه فوتبال چزنا، و باشگاه فوتبال اتلتیکو آرتزو اشاره کرد.